# Psilosetia
Psilosetia là một chi bướm đêm thuộc họ Geometridae.